# Patrick Lodewijks
Patrick Lodewijks est un footballeur néerlandais né le 21 février 1967 à Eindhoven. Il évoluait au poste de gardien de but.

## Biographie
Patrick Lodewijks débute dans le club de sa ville natale le PSV Eindhoven lors de la saison 1987-1988 : il joue l'un des derniers matchs du championnat en Eredivisie et est alors sacré champion en fin de saison,,.
Barré par Hans van Breukelen, il n'est que gardien remplaçant du PSV. Il joue tout de même la double rencontre de la Supercoupe de l'UEFA 1988 perdue contre le KV Malines, et les quarts de finales (aller et retour) en Coupe des clubs champions, perdus contre le Real Madrid. Avec dix matchs en première division néerlandaise, Lodewijks est à nouveau champion national.
Il rejoint le FC Groningue en 1988. Il reste plus de neuf saisons sous les couleurs de ce club, en étant un solide titulaire en première division,.
En 1998, Lodewijks revient au PSV Eindhoven. Il est à nouveau gardien remplaçant, barré cette fois-ci par Ronald Waterreus,.
Avec un unique match lors de la saison 1999-2000, il est à nouveau champion des Pays-Bas,.
Il quitte Eindhoven pour le Feyenoord Rotterdam en 2002. Il est le gardien titulaire des cages lors des saisons 2002-2003 et 2005-2006.
Lodewijks joue au total 371 matchs en première division néerlandaise. Au sein des compétitions européennes, il dispute huit matchs de Coupe des clubs champions, quatre matchs de Coupe des vainqueurs de coupe et 13 matchs de Coupe UEFA. Il joue également deux matchs en Supercoupe de l'UEFA.

## Palmarès
| PSV Eindhoven - Championnat des Pays-Bas (3) : - Champion : 1987-88, 1988-89 et 1999-00. - Vice-champion : 2001-02. - Supercoupe de l'UEFA : - Finaliste : 1988. |  | Feyenoord Rotterdam - Coupe des Pays-Bas : - Finaliste : 2002-03. |